# Omont (tổng)
Tổng Omont là một tổng ở tỉnh Ardennes trong vùng Grand Est.
Tổng này được tổ chức xung quanh Omont ở quận Charleville-Mézières. Độ cao trung bình là 200 m.

## Hành chính
| Giai đoạn | Ủy viên          | Đảng | Tư cách |
| --------- | ---------------- | ---- | ------- |
| 2004      | Abellino Poletti | UMP  |         |

## Các đơn vị hành chính
Le canton d'Omont gồm 11 xã với dân số 2 285 người (điều tra năm 1999, dân số không tính trùng)
| Xã                 | Dân số | Mã bưu chính | Mã insee |
| ------------------ | ------ | ------------ | -------- |
| Baâlons            | 170    | 08430        | 08041    |
| Bouvellemont       | 79     | 08430        | 08080    |
| Chagny             | 131    | 08430        | 08095    |
| La Horgne          | 106    | 08430        | 08228    |
| Mazerny            | 112    | 08430        | 08283    |
| Montigny-sur-Vence | 158    | 08430        | 08305    |
| Omont              | 98     | 08430        | 08335    |
| Poix-Terron        | 804    | 08430        | 08341    |
| Singly             | 138    | 08430        | 08422    |
| Touligny           | 89     | 08430        | 08454    |
| Vendresse          | 400    | 08160        | 08469    |

## Thông tin nhân khẩu
| 1962                                                     | 1968  | 1975  | 1982  | 1990  | 1999  |
| -------------------------------------------------------- | ----- | ----- | ----- | ----- | ----- |
| 2 078                                                    | 2 257 | 2 035 | 2 000 | 2 186 | 2 285 |
| Nombre retenu à partir de 1962 : dân số không tính trùng |       |       |       |       |       |